# Oreobates cruralis
Oreobates cruralis é uma espécie de anfíbio  da família Craugastoridae.
Pode ser encontrada nos seguintes países: Bolívia, Peru e possivelmente em Brasil.
Os seus habitats naturais são: florestas subtropicais ou tropicais húmidas de baixa altitude, regiões subtropicais ou tropicais húmidas de alta altitude, plantações , jardins rurais e florestas secundárias altamente degradadas.